# Lotário II do Sacro Império Romano-Germânico
Lotário II (c. 9 de junho de 1075 – 4 de dezembro de 1137), também chamado de Lotário de Suplimburgo, foi o Imperador Romano-Germânico de 1133 até sua morte, além de Rei dos Romanos e Rei da Itália a partir de 1125 e Duque da Saxônia começando em 1106. Era filho de Gerardo de Suplingemburgo e Edviges de Formbach.

## Ascendência
Era filho de Gerardo de Suplingemburgo e de Edviges de Formbach. Gerardo pertencia à alta nobreza da Saxônia e à oposição ao imperador Henrique IV. Ele morreu em batalha, combatendo o exército real, na mesma época do nascimento de seu filho. Cinco anos depois, Edviges casou novamente, com Teodorico II da Lorena. Tinha uma irmã mais velha, Ida, que casou com Siegardo X de Tengling, e, pelo segundo casamento de sua mãe, dois meios-irmãos mais novos, Simão I da Lorena, e Gertrudes de Lorena, esposa de Florêncio II da Holanda.

## Duque da Saxônia
Quando o duque Magno da Saxônia morreu sem descendentes varões, em 1106, Henrique V, o último da dinastia sália de imperadores do Sacro Império, elegeu Lotário ao ducado da Saxônia. Sua eleição foi designada para limitar a influência crescente dos dois candidatos óbvios Henrique, o Negro, da dinastia de Guelfo, e Otão de Ballenstedt, da dinastia ascaniana, ambos genros do duque Magno. Todavia, o tiro saiu pela culatra, pois Lotário criou uma força nova poderosa na política saxã.
Ele expandiu sua autoridade através de herança e de conquista. De sua avó materna, Lotário herdou o importante condado de Haldensleben, nordeste de Harz, e de sua sogra, as terras de Brunsvique. Ele estendeu a autoridade ducal à área fronteiriça da Nordalbíngia, com o auxílio em particular de Adolfo de Schaumburgo, a quem ele enfeudou, em 1111, com o Holsácia-Stormarn ao norte e ao leste de Hamburgo.
Em poucos anos, Lotário transformara-se efetivamente no líder de uma nação saxônica, infligindo uma derrota severa ao exército imperial, em 1115, em Welfesholz, próximo a Mansfeld. Posteriormente, demonstrou autonomia do controle imperial ao conferir, em 1123, a Marca da Lusácia a Alberto I de Brandemburgo, e a Marca da Mísnia a Conrado de Wettin.
Lotário ascendeu a uma proeminência tal que era um candidato suficientemente crível para suceder como rei da Germânia após a morte do imperador Henrique V, em 1125. Após sua eleição como rei, Lotário reteve o ducado da Saxônia, que se tornou o núcleo do reino.

## Eleição ao trono da Germânia
À morte de Henrique V, emergiram quatro candidatos ao trono da Germânia: 
- Frederico II da Suábia;
- Carlos I de Flandres (apoiado por Frederico de Colônia)
- Leopoldo III da Áustria
- Lotário de Suplingemburgo, duque da Saxônia

Então, em 25 de agosto de 1115, Lotário foi eleito rei, em grande parte, através das manobras de Adalberto de Mainz. A eleição de Lotário como rei refletia o poder crescente da nobreza que demonstrava sua liberdade para escolher um candidato desligado da dinastia anterior. Ele foi coroado, em 13 de setembro daquele ano, em Aquisgrão.
A numeração dos governantes germanos segue uma seqüência cujo início está no Império Carolíngio e no Reino dos Francos Orientais. Lotário é assim visto como sucessor do imperador Lotário I (que governou entre 843 e 855) e do rei Lotário II da Lotaríngia (855-869), cuja maior parte do reino foi absorvida pela Germânia. Entretanto, como Lotário II não foi imperador e nem governou a Germânia propriamente, alguns historiadores não o contam na sequência germana e logo consideram Lotário de Suplingemburgo como o segundo de seu nome e não o terceiro.

## Papas rivais e imperador
Em 1130, Lotário se envolveu na disputa entre os papas rivais Anacleto II e Inocêncio II, na esperança de assegurar um retorno ao direito pleno de investidura. Lotário tomou o partido de Inocêncio II enquanto que Anacleto II tinha o apoio de Rogério II da Sicília.
Em agosto de 1132, Lotário se encarregou de uma expedição à Itália pelo propósito duplo de derrubar Anacleto e de ser coroado imperador por Inocêncio. A coroação tomou lugar enfim em Latrão, em 4 de junho de 1133, estando Anacleto e seus partidários no seguro controle da Basílica de São Pedro. Todavia, de outra maneira, a expedição tornou-se abortiva. Ele deu a Inocêncio a posse das terras anteriormente pertencentes a Matilde da Toscana, em troca de um usufruto sobre elas, e instalou seu genro, Henrique X da Baviera.
Após a expulsão de Inocêncio II de Roma por Rogério II da Sicília, em 1136, Lotário lançou uma nova expedição à Itália, que também não se mostrou muito decisiva. Depois que o exército imperial tomou Benevento e Bari, Rogério ofereceu negociações de paz, mas disputas jurisdicionais entre o papa e o imperador, Lotário e seu exército retornaram para a Germânia. Ele morreu durante a viagem, em Breitenwang, no Tirol, aos 62 anos. Seu corpo foi sepultado em Königslutter, a leste de Brunsvique, na Baixa Saxônia.

## Casamento e descendência
Em 1100, Lotário casou com Ricarda de Northeim, a filha mais velha de Henrique I de Northeim, e de Gertrudes de Brunsvique. O casal teve uma única filha, nascida após quinze anos de união, durante as festas da Páscoa:
- Gertrudes (18 de abril de 1115 - 18 de abril de 1143), casada, em 29 de maio de 1127, com Henrique X da Baviera, para quem Lotário deu sua filha como recompensa pelo voto decisivo em sua eleição como rei.

Pouco antes de morrer, Lotário, elegeu seu genro como seu sucessor no ducado da Saxônia, mas ele não pôde prevalecer nisto contra Conrado de Hohenstaufen, irmão de seu concorrente nas eleições, Frederico II da Suábia. Ele fora eleito anti-rei da Germânia por seus partidários na Francônia e na Suábia, em dezembro de 1127, entretanto, foi finalmente derrotado na Batalha de Mühlhausen, na Turíngia, em 1135.
Então, na eleição subsequente à morte de Lotário, Conrado derrotou Henrique e a era Hohenstaufen de reis da Germânia e de imperadores começou.
Henrique morreu dois anos depois, provavelmente envenenado, combatendo Conrado. Seu corpo foi sepultado junto ao de seu sogro. Ele e Gertrudes também tiveram um rebento, mas um menino, nascido em 1129 chamado Henrique como o pai, cognominado o Leão, que viria a recuperar sua herança tomada pelo novo rei.
Gertrudes casou novamente, em 1 de maio de 1142, com Henrique II, marquês da Áustria, e morreu no parto de sua filha, Ricarda.
Ricarda de Northeim sobreviveu tanto a seu esposo quanto à filha e auxiliou seu neto a recuperar a Saxônia, falecendo em 1141.